# Jorge Sá Earp
Jorge de Sá Earp ( Río de Janeiro, 25 de junio de 1955 ) es un escritor, poeta y diplomático brasileño . Licenciado en Letras por la PUC-Rio.

## Biografía
Jorge Sá Earp se licenció en Letras por la Pontificia Universidad Católica de Río de Janeiro (PUC-Rio). Como diplomático, ha representado a Brasil en diversos países, entre ellos Polonia, Países Bajos, Gabón, Bélgica, Rumania, Ecuador, Costa Rica e Italia. Además, es miembro de la Asociación Nacional de Escritores y es reconocido como una de las voces más destacadas de la literatura brasileña contemporánea..  
Una de las características más destacadas de su literatura es su habilidad para narrar historias con fluidez, creando una conexión inmediata con los lectores. Entre líneas, resplandece la vasta erudición del autor, quien aborda diversos temas de las artes y la cultura con ligereza y elegancia. Además, el homoerotismo es una constante en sus cuentos y novelas, tratado con naturalidad y reflejando la diversidad y complejidad de las relaciones humanas, mientras transita por los senderos del realismo, el naturalismo y el romanticismo.  
La producción literaria de Sá Earp abarca poesía, cuentos y novelas. Entre sus obras poéticas destacan Feixe de Lenha (1980) y Passagem Secreta (1993). En prosa, Sá Earp publicó En el camino del viento (1983), O Ninho (1986) y se destacó con títulos como Punto de fuga (1995), obra galardonada con el Premio Nestlé de Literatura, Areias Pretas (2004), O Novelo (2008) y Las mareas de Tuala (2010). Más recientemente, lanzó As Amarras (2020), O Fio da Seda (2023) y O Veranista (2024).    
El escritor utiliza con frecuencia Río de Janeiro como escenario central de sus narrativas, capturando la esencia de la ciudad en distintas épocas. En O Fio da Seda (2023), recrea el Río romántico de las décadas de 1960 y 1970, construyendo una novela de formación en la que el protagonista crece y madura a través de sus elecciones y descubrimientos personales.   
Su obra se caracteriza por una profunda exploración psicológica, una atención minuciosa a las transformaciones del tiempo y un enfoque sensible hacia las contradicciones de la identidad brasileña, consolidándose como una contribución significativa al panorama literario tanto nacional como internacional. 
Jorge Sá Earp ganó relevancia académica gracias a la investigadora italiana Alessandra Damin, de la Università degli Studi di Padova, quien dedicó especial atención a su libro de cuentos Areias Pretas (2004). Damin describe la prosa de Sá Earp como "etérea e indefinida", caracterizada por personajes que esconden sus verdaderos sentimientos y pensamientos. Esta particularidad otorga a las narrativas un carácter fragmentado, que a menudo desafía el pensamiento lógico y rompe con la secuencia lineal tradicional. 

## Obras
- Viga de Madera ( Poesía - Edición de autor , 1980)
- En el camino del viento ( Cuentos - Ed. Alfa-Omega, 1983)
- El Nido ( Romance, Ed. Achiamé, 1986)
- Sudoeste ( Romance, Ed. Achiamé, 1991)
- Pasaje Secreto ( Poesía, Ed. Taurus, 1993)
- Punto de fuga ( Novela, Ed. Paz e Terra, VI Premio Nestlé de Literatura, 1995)
- O Cavalo Marinho ( Contos, Ed. 7Letras, 1997)
- El juego de los gatos marrones ( Romance, Ed. Eldorado, 2001)
- La Ciudad y las Cenizas ( Romance, Ed. Razão Cultural, 2002)
- Areias Pretas ( Contos, Ed. 7Letras, 2004)
- O Olmo e a Palmeira ( Romance, Ed. 7Letras , 2006)
- O Legado ( Romance, Ed. 7Letras, 2007)
- O Novelo ( Romance, Ed. 7Letras, 2008)
- Las Mareas de Tuala ( Romance, Ed. 7Letras, 2010)
- Chico Malo y Chico Bueno ( Cuentos, Ed. 7Letras, 2012)
- Cuatro en Cartago ( Romance, Ed. 7Letras, 2016)
- A Praça do Mercado ( Cuentos, Ed. 7Letras, 2018)
- Como Amarras ( Romance, Ed. 7Letras, 2020)
- El hilo de seda ( Romance, Ed. 7Letras, 2023)
- O Veranista ( Contos, Ed. 7Letras, 2024) [14]

## Premios recibidos
Fue laureado por su novela Ponto de Fuga con el Premio de la Fundación Cultura Nestlé en 1995.